# Lo spaccacuori
(Locandina del film)
Lo spaccacuori è un film del 2007 diretto da Peter e Bobby Farrelly, remake della commedia del 1972 Il rompicuori scritta da Neil Simon.

## Trama
Eddie Cantrow è il proprietario di un negozio di articoli sportivi, quarantenne e celibe. Quando partecipa al matrimonio della sua ex fidanzata, Eddie capisce di non aver realizzato molto in campo sentimentale, e che forse sia arrivata l'ora di accasarsi. I suoi dubbi esistenziali vengono alimentati anche dall'amico Mac e dal padre Doc, malato di sesso.
Poco tempo dopo Eddie conosce la seducente ambientalista Laila, con cui instaura una fulminea storia d'amore che li porta al matrimonio dopo solo sei settimane. Ma sarà solo durante la luna di miele che Eddie conoscerà il vero volto della neo-moglie: Laila rivela un carattere difficile e pieno di difetti, tra cui la flatulenza vaginale esibita spudoratamente, la maniacale voglia di sesso violento, il setto nasale deviato a causa dell'uso di cocaina fatto in passato, nonché l'essere disoccupata, condizione fino a quel momento nascosta a Eddie avendogli anzi fatto credere di svolgere un'occupazione di un certo prestigio.
Proprio durante la luna di miele in Messico, Eddie fa la conoscenza di Miranda, nipote di due anziani coniugi che ogni anno festeggiano il loro anniversario di matrimonio in quel posto con tutta la famiglia. Miranda è l'esatto contrario della moglie e Eddie se ne innamora. Così, omettendo di rivelarle di essere sposato, Eddie inizia a frequentarla, dando vita a una serie di complicazioni condite da gag divertenti. Alla fine, Eddie lascia la moglie anche se Miranda si sposa con un altro. Decide, a quel punto, di cambiare vita e trasferirsi in Messico per essere sempre in vacanza, aprendo un'attività di noleggio di articoli sportivi acquatici sulla spiaggia.
Dopo 18 mesi, Miranda torna in Messico per festeggiare nuovamente l'anniversario degli zii e ritrova Eddie, al quale comunica di aver lasciato il marito e proponendogli di uscire la sera stessa. Lui accetta nonostante abbia una nuova moglie, Consuelo, con la quale avrebbe dovuto festeggiare proprio quel giorno il loro primo anniversario.

## Curiosità
- L'attore Jerry Stiller è il padre di Ben Stiller nella vita reale.
- Nel film appare in un cameo l'attrice Eva Longoria come nuova moglie messicana nell'ultima scena.
- Il film è in buona parte girato in Messico, a Los Cabos nella penisola di Bassa California.
- Nel film compare per poco anche l'attore Dean Norris.